# 九条輔嗣
九条 輔嗣（くじょう すけつぐ）は、江戸時代中期から後期にかけての公卿。左大臣・二条治孝の次男。権大納言・九条輔家の養子。官位は正二位・権大納言。九条家28代当主。

## 経歴
天明4年（1784年）、京にて誕生。
寛政6年（1794年）5月20日、叙従三位。文化2年4月1日（1805年4月29日）左近衛大将となる。
文化4年（1807年）薨去した。

## 系譜
- 父：二条治孝（1754-1826）
- 母：徳川翰子 - 徳川宗翰の次女
- 養父：九条輔家（1769-1785）
- 妻：不詳
- 養子
  - 男子：九条尚忠（1798-1871） - 二条治孝の十一男